# Фарефаре
Фарефаре (также фрафра, гуненне, гунене, нанкаре) — язык народа фрафра. Распространён на крайнем северо-востоке Ганы и прилегающих приграничных районах Буркина-Фасо. Относится к группе гур нигеро-конголезской языковой семьи. Численность носителей на 2003 год составляла около 845 100 человек, из них 820 000 человек — в Гане и 25 100 человек — в Буркина-Фасо. Выделяют пять основных диалектов: гунене (гуренне), нанкани (нинкаре, наани), набт (набде, набдуг, набнам), тални (таленси, талене) и боони. Имеет стабильное положение, используется всеми возрастными группами.
Алфавит фарефаре: A a, B b, D d, E e, Ɛ ɛ, F f, G g, H h, I i, Ɩ ɩ, K k, L l, M m, N n, Ŋ ŋ, O o, Ɔ ɔ, P p, R r, S s, T t, U u, Ʋ ʋ, V v, W w, Y y, Z z. Назализация обозначается тильдой над буквой (ã, ẽ, ĩ, õ, ũ).

## Википедия на языке фарефаре
Существует раздел Википедии на языке фарефаре («Википедия на языке фарефаре»). По состоянию на 14:17 (UTC) 16 июля 2025 года раздел содержит 984 статьи (общее число страниц — 2504); в нём зарегистрирован 1741 участник, один из них имеет статус администратора; 20 участников совершили какие-либо действия за последние 30 дней; общее число правок за время существования раздела составляет 18 465.